# 小野吉彦
小野 吉彦（おの よしひこ、1853年（嘉永5年12月）- 1908年（明治41年）3月3日）は、明治期の銀行家、政治家。衆議院議員。

## 経歴
豊後国大分郡、のちの大分県大分郡豊府村（大分町を経て現大分市南大分）で、小野吉郎の長男として生まれた。
大分郡会議員、同参事会員を務める。1880年（明治13年）大分県会議員に選出され、衆議院議員在任中を除き、1895年（明治28年）まで務め、この間、副議長に2度在任した。1882年（明治15年）立憲改進党の結党に設立準備委員として参画。1890年（明治23年）7月、第1回衆議院議員総選挙（大分県第1区、無所属）では落選したが、1892年（明治25年）2月の第2回総選挙（大分県第1区、弥生倶楽部（自由党））では元田肇に競り勝って当選し、その後、同志倶楽部（同志政社）に所属し衆議院議員に1期在任した。
1893年（明治26年）大分銀行の設立に参画し監査役に就任し、取締役を経て、1900年（明治33年）1月、同頭取となる。1898年（明治31年）大分県農工銀行の設立に際して頭取に就任し、死去するまで両行頭取を務めた。
また、大分中学校（現大分県立大分上野丘高等学校）の移転問題に際して、所有の豊府村律院（現大分市上野丘）の土地を提供している。